# Licypriya Kangujam
Licypriya Kangujam (pronuncia in lingua meitei: [lisipɾija kaŋŋud͡ʒɐm]; 2 ottobre 2011) è un'attivista indiana.
Considerata una delle più giovani attiviste per il clima a livello globale, ha parlato ai leader mondiali durante la Conferenza delle Nazioni Unite sui cambiamenti climatici del 2019 a Madrid, in Spagna, esortandoli ad agire immediatamente per il clima. Dal 2018, Licypriya porta avanti campagne in India per l'adozione di nuove leggi volte a ridurre i livelli di inquinamento e per rendere obbligatoria l'educazione ai cambiamenti climatici nelle scuole. È stata spesso paragonata a Greta Thunberg, ma lei non ama questo paragone.
Licypriya ha iniziato a sostenere la lotta contro il cambiamento climatico nel luglio 2018. Il 21 giugno 2019, ispirata da Greta Thunberg, ha trascorso una settimana davanti al Parlamento indiano per attirare l'attenzione del Primo Ministro Narendra Modi e sollecitare l'approvazione di una legge sul cambiamento climatico in India.

## Primi anni di vita
Licypriya Kangujam è nata il 2 ottobre 2011 a Bashikhong, Manipur, India, ed è la figlia maggiore di Kanarjit Kangujam e Bidyarani Devi Kangujam Ongbi, in una famiglia di etnia Meitei. All'età di sei anni, ha iniziato a far sentire la sua voce per combattere il cambiamento climatico e la riduzione del rischio di disastri.
Nel 2018, Licypriya ha partecipato a una conferenza delle Nazioni Unite sui disastri in Mongolia insieme a suo padre. Questo evento l'ha ispirata a impegnarsi nell'attivismo. In un articolo della BBC News, ha dichiarato: "Ho ricevuto molta ispirazione e nuove conoscenze dalle persone che tenevano discorsi. È stato un evento che mi ha cambiato la vita."
Poco dopo, Licypriya ha fondato il "Child Movement" per sensibilizzare l'opinione pubblica, esortando a proteggere il pianeta affrontando il cambiamento climatico e i disastri naturali.

## Attivismo

### Alluvione del Kerala 2018
Licypriya ha donato i suoi risparmi, pari a 100.000 rupie, al Primo Ministro del Kerala, Pinarayi Vijayan, il 24 agosto 2018, per aiutare i bambini vittime delle devastanti inondazioni del Kerala del 2018. Due anni dopo, ha ricevuto una lettera di riconoscimento dal governo del Kerala.
La donazione di Licypriya al Primo Ministro ha contribuito agli sforzi per proteggere i bambini colpiti dall'alluvione. Lei era convinta che il suo piccolo contributo potesse fare la differenza in un momento così difficile.

### Visite in Africa

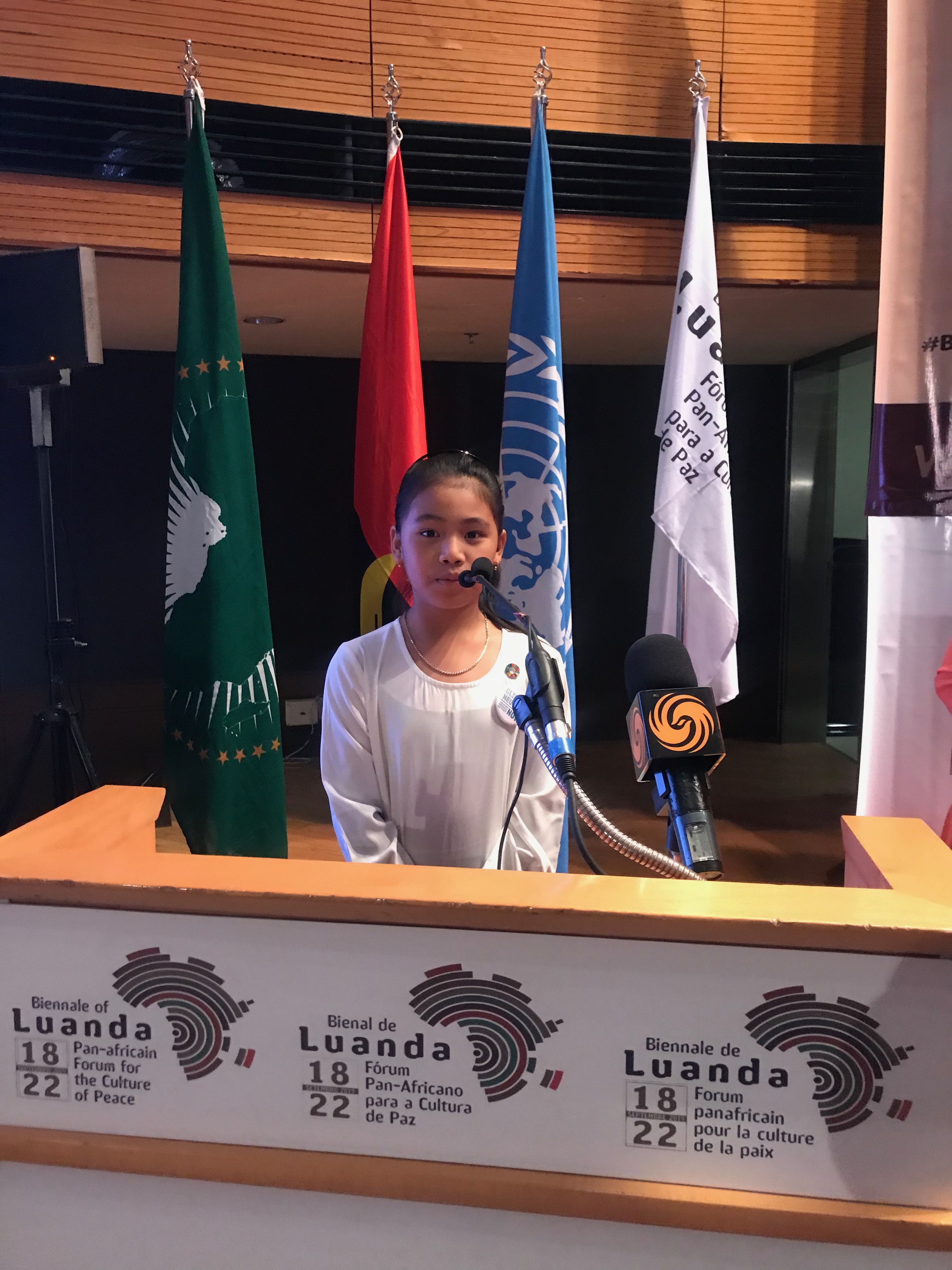
Licypriya Kangujam interviene al Forum dei partner dell'UNESCO 2019 (Biennale Luanda) in Angola il 20 settembre 2019.

Licypriaya ha partecipato all'UNESCO Partners' Forum 2019 (Biennale Luanda) a Luanda, in Angola, invitata dall'UNESCO, dall'Unione Africana e dal governo dell'Angola. Ha parlato del cambiamento climatico insieme al presidente angolano João Lourenço, al presidente del Mali Ibrahim Boubacar Keïta, al presidente del Malawi Hage Geingob, al presidente della Repubblica del Congo Denis Sassou Nguesso, alla first lady dell'Angola Ana Dias Lourenço, alla first lady della Namibia Monica Geingos, al premio Nobel per la pace 2018 Denis Mukwege, al direttore generale dell'UNESCO Audrey Azoulay, al vice primo ministro della Guinea François Lonseny Fall e ai ministri della cultura dell'Africa.

### Kit di sopravvivenza per il futuro
Il 4 ottobre 2019, Licypriya ha presentato un dispositivo simbolico chiamato SUKIFU (Survival Kit for the Future) per contrastare l'inquinamento atmosferico. SUKIFU è un kit a costo quasi zero, realizzato con materiali di scarto, progettato per fornire aria fresca da respirare quando l'inquinamento è elevato. Questa pianta indossabile rappresenta un riconoscimento del Green Movement contro l'inquinamento atmosferico.
Chiunque può realizzare questo dispositivo a casa riciclando rifiuti per filtrare e immettere aria fresca direttamente nei polmoni. Licypriya ha lanciato SUKIFU davanti all'Assemblea Legislativa del Punjab e Haryana, attirando l'attenzione dei leader affinché trovassero soluzioni urgenti per affrontare la crisi dell'inquinamento atmosferico a Delhi e nella Regione della Capitale Nazionale..
Licypriya ha aggiunto inoltre che, sebbene il progetto sia ispirato all’inquinamento atmosferico di Delhi, non vorrebbe che il suo messaggio sia solo sull’ambiente. Anzi, si tratta della stessa adattabilità che l’ha spinta a intraprendere questa missione, con la resilienza necessaria per sopravvivere oggi e in futuro. Ha sviluppato il modello con il supporto di Chandan Ghosh, professore presso l'Indian Institute of Technology Jammu (IIT).

### Ottimo ottobre marzo 2019
Il 21 ottobre 2019, Licypriya ha dato il via alla "Grande Marcia di Ottobre 2019" all'India Gate di Nuova Delhi, insieme a migliaia di suoi sostenitori. La marcia si è svolta dal 21 al 27 ottobre in diverse località per chiedere un'azione immediata sul cambiamento climatico e per promulgare una legge sul clima in India.

### COP25

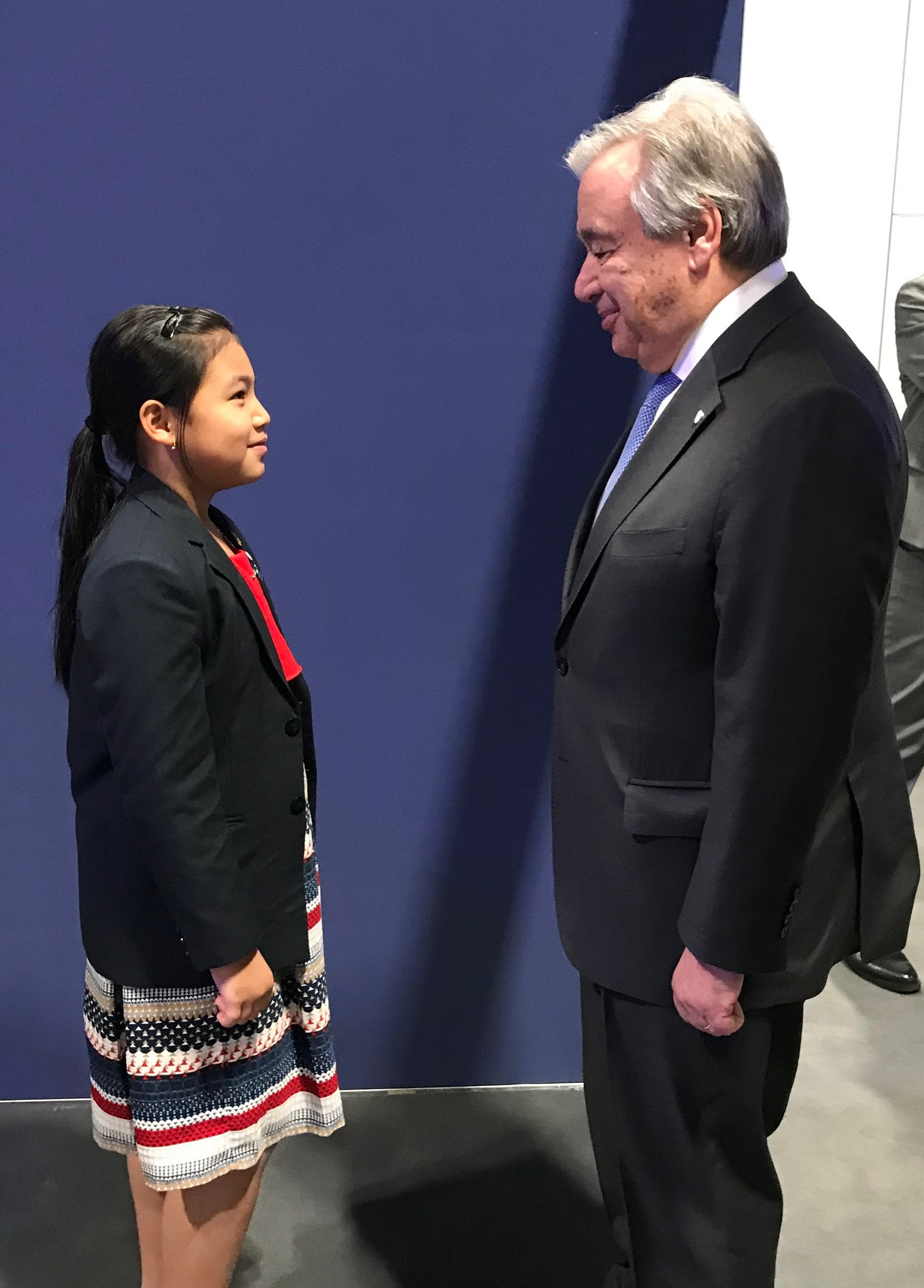
Licypriya Kangujam con il Segretario generale delle Nazioni Unite António Guterres alla Conferenza delle Nazioni Unite sui cambiamenti climatici 2019 (COP25) a Madrid, Spagna, il 12 dicembre 2019.

Licypriya è intervenuta alla Conferenza delle Nazioni Unite sui cambiamenti climatici del 2019, nota anche come COP25, esortando i leader mondiali ad agire subito contro i cambiamenti climatici. All'evento hanno partecipato 26.000 persone provenienti da 196 paesi. Si è tenuto dal 2 al 13 dicembre a Madrid, in Spagna, ospitato dal governo del Cile con il supporto logistico del governo della Spagna nell'ambito della UNFCCC (Convenzione quadro delle Nazioni Unite sui cambiamenti climatici).
Licypriya ha incontrato il Segretario generale delle Nazioni Unite António Guterres durante la COP25 e ha presentato un memorandum "a nome dei bambini del mondo". Nel memorandum si afferma che desidera creare un posto migliore per tutti i bambini del mondo. Guterres l'ha elogiata. Greta Thunberg e molti altri leader mondiali hanno partecipato all'evento.

### Forum economico mondiale 2020
Nel 2020, Licypriya ha pubblicato una lettera indirizzata ai partecipanti al World Economic Forum con le attiviste Greta Thunberg, Luisa Neubauer, Isabelle Axelsson e Loukina Tille, invitando aziende, banche e governi a interrompere immediatamente i sussidi ai combustibili fossili. In un articolo di opinione rilasciato al The Guardian hanno affermato: "Non vogliamo che queste cose vengano fatte nel 2050, nel 2030 o addirittura nel 2021, vogliamo che vengano fatte ora – proprio ora. Esortiamo i leader mondiali a smettere di investire nell'economia dei combustibili fossili che è al centro di questa crisi planetaria. Invece, dovrebbero investire i loro soldi nelle tecnologie sostenibili esistenti, nella ricerca e nel ripristino della natura. Il profitto a breve termine non dovrebbe prevalere sulla stabilità a lungo termine della vita".

### Giornata della Terra 2020
Licypriya è intervenuta in occasione dell'Earth Day 2020 a Washington, DC, Stati Uniti. L'evento si è tenuto online a causa dello scoppio della pandemia di COVID-19. È stata presentata insieme ad altri 50 leader mondiali, influencer, celebrità, atleti e musicisti, tra cui Papa Francesco, Sylvia Earle, Denis Hayes, Bill McKibben, il membro del comitato consultivo globale Alberto II (Principe di Monaco), Alexandria Villaseñor, Al Gore, Patricia Espinosa, Christiana Figueres, Michelle Dilhara, Jerome Foster II, John Kerry, Thomas Lovejoy, Ed Begley Jr., Zac Efron, Anil Kapoor, Van Jones, Ricky Keij, Paul Nicklen e Alex Honnold, dando un messaggio di speranza per combattere l'attuale crisi climatica.

### Conferenze TED
Il 18 febbraio 2020 è intervenuta al TEDxSBSC tenutosi presso l'Università di Delhi, a Nuova Delhi, in India. Il 23 febbraio 2020 è intervenuta al TEDxGateway tenutosi a Mumbai e il suo discorso ha ricevuto una standing ovation. All'età di nove anni ha tenuto sei discorsi al TEDx.

### Campagna per l'insegnamento del cambiamento climatico nelle scuole
Licypriya ha condotto una campagna per rendere obbligatorie le lezioni sui cambiamenti climatici nelle scuole e, in risposta, il governo dello stato indiano del Gujarat ha incluso i cambiamenti climatici nell’istruzione scolastica.

### COP28
L'11 dicembre 2023, alla Conferenza delle Nazioni Unite sui cambiamenti climatici del 2023 (COP28), Licypriya è salita sul palco principale della conferenza, tenendo in mano un cartello con la scritta "Stop ai combustibili fossili. Salvate il nostro pianeta e il nostro futuro" e tenendo un breve discorso. Ha ricevuto un applauso prima di essere allontanata dalla seduta dal personale di sicurezza. Secondo Licypriya, le è stato vietato di partecipare ulteriormente alla COP28.

## Riconoscimento
Licypriya è stata onorata con il titolo di "Stella nascente" dalla sede centrale dell'Earth Day Network con sede a Washington, DC.
Il 19 novembre 2019 ha ricevuto il premio " SDGs Ambassador Award 2019" presso l'Università di Chandigarh, conferito da Dainik Bhaskar in collaborazione con NITI Aayog e Governo dell'India . Licypriya ha anche ricevuto il "Global Child Prodigy Award 2020" il 3 gennaio 2020 a Nuova Delhi, presentato dal luogotenente governatore di Pondicherry Kiran Bedi.

## Controversie
In un rapporto del The Times of India di giugno 2021, è stato rivelato che alcuni dei premi ricevuti da Licypriya erano stati assegnati da organizzazioni gestite da suo padre. Suo padre Kanarjit Kangujam Singh è stato arrestato il 31 maggio 2021 con l'accusa di aver truffato diversi gruppi di auto-aiuto, hotel e individui per ottenere denaro per un incontro globale dei giovani che aveva organizzato a Imphal nel 2014. Quasi un centinaio di bambini provenienti da 12 paesi sostengono di essere stati truffati da Kanarjit Kangujam.